# إيفانيلسون
إيفانيلسون (بالبرتغالية: Evanílson‏) مواليد 12 سبتمبر 1975 في ديامانتينا، ألمانيا هو لاعب كرة قدم ألماني سابق

## المسيرة
بدأ مسيرته مع نادي América FC البرازيلي ثم أنتقل إلى كروزيرو، وانتقل من الدوري البرازيلي في عام 1999 إلى نادي بوروسيا دورتموند في الدوري الألماني واصيب في الركبة في عام 2004 وغاب لمدة 4 أشهر ولم يعد في مستواه السابق بعد الإصابة واستمر معهم حتى 2005 ولعب 123 مباراة وسجل 3 أهداف وعاد إلى الدوري البرازيلي مع نادي أتلتيكو مينييرو وأكمل معهم موسم واحد فقط ثم أنتقل لنادي كولن في الدوري الألماني وايضاً لم يكمل معهم سوى موسم واحد ولم يكن لاعب منتظم وعاد إلى الدوري البرازيلي من باب أتلتيكو باراناينسي ولعب بعد ذلك لعدة أندية في الدوري البرازيلي منها نادي سبورت ريسيفه وفيتوريا وAmérica FC و Independiente FC وانهى مسيرته معهم

## الانجازات
- بطل الدوري الألماني في 2001/02 مع بوروسيا دورتموند
- الدور النهائي في كأس الاتحاد الاوروبي في 2001/02 مع بوروسيا دورتموند
- الدور النهائي في كأس الدوري الألماني في عام 2003 مع بوروسيا دورتموند

## روابط خارجية
- إيفانيلسون على موقع الاتحاد الدولي (مؤرشف)  (الإنجليزية)
- إيفانيلسون على موقع قاعدة بيانات كرة القدم.إي يو (الإنجليزية)
- إيفانيلسون على موقع بيانات كرة القدم. دي إي (الألمانية)
- إيفانيلسون على موقع ليكيب (الفرنسية)
- إيفانيلسون على موقع ناشيونال فوتبول تيمز (الإنجليزية)
- إيفانيلسون على موقع عالم كرة القدم.نت (الإنجليزية)